# Francesca Franchi
Francesca Franchi (* 24. Dezember 1997) ist eine italienische Skilangläuferin.

## Werdegang
Franchi nahm bis 2017 an U18 und U20-Rennen im Alpencup teil. Zu Beginn der Saison 2017/18 startete in Prémanon erstmals im Alpencup und belegte dabei den 30. Platz über 10 km klassisch. Bei den Junioren-Skiweltmeisterschaften 2017 in Soldier Hollow holte sie die Silbermedaille mit der Staffel. In den Einzelrennen errang sie dort den 21. Platz über 5 km Freistil und den 18. Platz im Skiathlon. In der Saison 2018/19 erreichte sie mit fünf Top-Zehn-Platzierungen, darunter Platz zwei im Verfolgungsrennen in Oberwiesenthal, den 13. Platz in der Gesamtwertung des Alpencups. Bei der Tour de Ski 2018/19, die sie vorzeitig beendete, startete sie erstmals im Skilanglauf-Weltcup und lief dabei auf den 59. Platz über 10 km Freistil und den 52. Rang im Sprint. Bei den U23-Skiweltmeisterschaften 2019 in Lahti kam sie auf den 21. Platz über 10 km Freistil, auf den 20. Rang im 15-km-Massenstartrennen und auf den 19. Platz im Sprint. Bei der Winter-Universiade Anfang März 2019 in Krasnojarsk belegte sie den sechsten Platz im Sprint und jeweils den vierten Rang im Teamsprint, über 5 km klassisch und in der Verfolgung. Mit der Staffel gewann sie dort die Bronzemedaille. Im Dezember 2019 holte sie in Davos mit dem 28. Platz im Sprint ihre ersten Weltcuppunkte. Bei den U23-Weltmeisterschaften 2020 in Oberwiesenthal gewann sie die Bronzemedaille mit der Staffel. Zudem belegte sie den 16. Platz über 10 km klassisch, den 15. Rang im Sprint und den zehnten Platz im 15-km-Massenstartrennen.
Nach Platz eins über 10 km Freistil beim Alpencup in Ulrichen zu Beginn der Saison 2020/21, errang Franchi bei der Tour de Ski 2021 den 32. Platz und bei den nordischen Skiweltmeisterschaften 2021 in Oberstdorf den 27. Platz im Skiathlon und den 16. Platz über 10 km Freistil.

## Siege bei Continental-Cup-Rennen

### Continental-Cup-Siege im Einzel
| Nr. | Datum            | Ort      | Disziplin      | Serie    |
| --- | ---------------- | -------- | -------------- | -------- |
| 1.  | 6. Dezember 2020 | Ulrichen | 10 km Freistil | Alpencup |
| 2.  | 16. März 2024    | Toblach  | 10 km Freistil | Alpencup |

### Continental-Cup-Siege im Team
| Nr. | Datum         | Ort     | Disziplin                           | Serie    |
| --- | ------------- | ------- | ----------------------------------- | -------- |
| 1.  | 17. März 2024 | Toblach | 4 × 7,5 km Mixed-Staffel Freistil 1 | Alpencup |